# Dimetra
Dimetra, monotipski rod maslinovki smješten u tribus Myxopyreae. Jedina vrsta je D. craibiana, tajlandski endem iz istočnog Tajlanda
RRod je opisao 1938. irski botaničar Arthur Francis George Kerr.